# 耶鲁蓝
耶鲁蓝（英文：Yale Blue）是一种与耶鲁大学有关的深蓝色。
大学的印刷工约翰·甘贝尔（John Gambell）曾将此颜色的精神定义为“一种强烈的深蓝色，不是紫也不是绿，略带点灰色，你可以将它称为蓝色”。它在彩通配色系统中的编号为289。耶鲁大学官方于1894年正式将其作为学校的代表色。

## 其他用法
耶鲁蓝也是伯克利加州大学的官方颜色之一。